# Singularité gravitationnelle
Pour les articles homonymes, voir Singularité.

Selon le modèle standard, le centre d'un trou noir serait une singularité gravitationnelle.

En relativité générale, une singularité gravitationnelle, est une région de l'espace-temps au voisinage de laquelle certaines quantités décrivant le champ gravitationnel deviennent infinies quel que soit le système de coordonnées retenu.
Les singularités gravitationnelles sont des singularités mises en évidence par les solutions de l'équation du champ gravitationnel d'Albert Einstein.
Une singularité gravitationnelle est une singularité du tenseur métrique g, et non une simple singularité de coordonnées.
D'après les théorèmes sur les singularités de Roger Penrose et Stephen Hawking, une telle singularité est un point au-delà duquel une géodésique ne peut être prolongée.

## Propriétés
La description de telles régions n'est pas possible dans le cadre de la relativité générale, ce qui n'empêche pas cette dernière d'être en mesure de prédire que de telles configurations peuvent se former dans l'univers. Par exemple, la formation d'un trou noir va de pair avec l'apparition d'une singularité gravitationnelle en son sein. L'Univers observable est issu d'une phase dense et chaude, le Big Bang. Cette phase dense et chaude pourrait elle aussi être issue d'une singularité gravitationnelle.
Le comportement d'une singularité gravitationnelle ne pouvant pas être décrit à l'aide des connaissances physiques actuelles, certains chercheurs ont émis l'hypothèse (qui par certains côtés apparaît comme un vœu pieux) que les singularités gravitationnelles ne sont jamais en mesure d'affecter l'espace environnant. Ceci est possible si elles sont entourées d'un horizon des évènements, comme cela se produit dans un trou noir. L'hypothèse de la censure cosmique suppose donc que les singularités gravitationnelles (à l'exception éventuelle de celle du Big Bang) sont toujours cachées de l'extérieur par un horizon. Cette hypothèse, promue entre autres par Stephen Hawking dans le courant des années 1970, a été réfutée à l'aide de simulations numériques dans le courant des années 1990 par les travaux de Saul Teukolsky et Matthew Choptuik sur les singularités nues.[réf. nécessaire]
En relativité générale, une singularité n'appartient pas à l'espace-temps,,,.

## Types de singularités gravitationnelles
D'un point de vue topologique, on distingue la singularité ponctuelle de la singularité annulaire.
 Une singularité ponctuelle est une singularité ayant la topologie d'un point et qui est au centre d'un trou noir non rotatif, décrit par la métrique de Schwarzschild.
 Une singularité annulaire (en anglais : ring singularity) est une singularité ayant la topologie d'un anneau et qui est au centre d'un trou noir en rotation, décrit par la métrique de Kerr.
La singularité d'un trou noir de Schwarzschild est ponctuelle et de genre espace ; celle d'un trou noir de Reissner-Nordström est ponctuelle et aussi de genre espace ; celle d'un trou noir de Kerr ou d'un trou noir de Kerr-Newman est de genre espace mais annulaire.
La topologie de la singularité d'un trou noir de la famille de Kerr-Newman est donnée par le(s) zéro(s) de la fonction :
ρ2(r,θ) = ρ2 = r2 + a2 cos2(θ),
où :
- r et θ sont deux coordonnées de Boyer-Lindquist[16], à savoir :
  - r, le rayon-coordonnée ;
  - θ, la colatitude ;
- a = J/Mc est le paramètre de Kerr, avec :
  - J, le moment cinétique ;
  - M, la masse ;
  - c, la vitesse de la lumière dans le vide.

Le paramètre de Kerr d'un trou noir en rotation — c.-à-d. dont le moment cinétique est non nul (J ≠ 0) — est non nul (a ≠ 0) de sorte que le lieu d'annulation de la fonction ρ2(r,θ) — c.-à-d. l'ensemble des points {ρ2 = 0} — est un anneau équatorial {r = 0, θ = π⁄2}.
Mais le paramètre de Kerr d'un trou noir sans rotation — c.-à-d. dont le moment cinétique est nul (J = 0) — est nul (a = 0) ; la fonction ρ2(r,θ) se réduit alors à la fonction r2(r) et son unique point d'annulation est r = 0.